# Most Palackiego
Most Palackiego (cz. Palackého most) – most drogowy nad Wełtawą, w Pradze, stolicy Czech. Łączy na prawobrzeżne Nowe Miasto z lewobrzeżnym Smíchovem.
Jest to trzeci najstarszy most w Pradze. Został zbudowany w latach 1876–1878, według projektu Bedřicha Münzbergera i Josefa Reitera. Jest to most kamienny o 7 przęsłach ze średnią długością 32 m każde. Długość całego mostu wynosi 228,8 metrów.